# Josefin Abrahamsson
Josefin Abrahamsson, född 4 oktober 1979, är en svensk bordtennisspelare inom handikappidrotten. 
Hon är singelspelare och tävlar i klassen 8, enligt handikappsystemet, där 1-5 representerar rullstolsburna och 6-10 stående spelare (högre klass representerar högre rörelsekapacitet). Hennes första internationella medalj togs under VM i Korea 2006, där hon slutade på andra plats. Hon har också tagit två medaljer i paralympiska sommarspelen, silver i Peking 2008 och brons i London 2012. Hon har en medfödd halvsides CP-skada vilket gör att hon har nedsatt rörelsekapacitet.